# Napaea nepos
Napaea nepos är en fjärilsart som beskrevs av Fabricius 1793. Napaea nepos ingår i släktet Napaea och familjen Riodinidae. Inga underarter finns listade i Catalogue of Life.